# Кравцов Микола Федорович
Микола Федорович Кравцо́в (29 жовтня 1934, Олексієво-Орлівка — 16 березня 1980, Донецьк) — український радянський живописець; член Спілки радянських художників України з 1968 року.

## Біографія
Народився 29 жовтня 1934 року в селищі Олексієво-Орлівці (нині у складі міста Шахтарська Донецької області, Україна). Протягом 1952—1958 років навчався в Одеському художньому училищі у Олександра Ацманчука, Григорія Крижевського, Володиира Путейка, Юрія Чаленка.
Мешкав у Донецьку в будинку на вулиці Радянській, № 28, квартира № 5. Трагічно загинув 16 березня 1980 року на шахті, де працював із групою художників.

## Творчість
Працював у галузі станкового живопису (у реалістичному стилі створював пейзажі Донеччини, Криму, Кавказу, Росії, а також портрети, натюрморти). Серед робіт:
- «Сергій» (1950);
- «Рідний край» (1960);
- «Опівдні» (1960);
- «Скелі біля моря» (1965);
- «Спека» (1966);
- «Донецький краєвид» (1966);
- «Ранок» (1966);
- «Церква Покрови» (1967);
- «Донецькі комсомольці» (1968);
- «Донецькі мінерали» (1970-ті);
- «Стіл геолога» (1970-ті);
- «Стан „3600“» (1974);
- «У вантажному порту» (1974);
- «Долина. Річка Кринка» (1976);
- «Долина» (1978);
- «Колгоспний млин» (1979).

Брав участь у республіканських виставках з 1960 року. Персональні посмертні виставки відбулися у Донецьку у 1981 та 1986 роках, Києві у 2010 році.
Окремі роботи художника зберігаються у Донецькому художньому музеї, Макіївському художньо-краєзнавчому музеї.